# Итон, Джозеф
Джозеф Итон (англ. Joseph Eaton, полное имя Joseph Horace Eaton; 1815—1896) — американский кадровый военный, выпускник Вест-Пойнта, участник мексиканской войны и Гражданской войны в должности казначея. Известен как автор пособия армейского казначея и художник.

## Биография
Родился 12 октября 1815 года в Сейлеме, штата Массачусетс.
В 1831 году поступил в военную академию Вест-Пойнт по квоте от Массачусетса и окончил её 43-м по успеваемости в выпуске 1835 года Итону присвоили временное звание второго лейтенанта и определили его в 3-й пехотный полк. В 1835—1839 годах он служил в форте Джесап в Луизиане и изредка на реке Сабин и в лагере Сабин. 30 октября 1835 года получил постоянное звание второго лейтенанта.
С 17 февраля 1839 по 20 июня 1843 года преподавал в Вест-Пойнте пехотную тактику. С 1843 по 1844 год служил в Джефферсоновских казармах в Миссури. 3 сентября 1838 года получил звание первого лейтенанта.
В 1845—1846 годах участвовал в военной оккупации Техаса в качестве адъютанта при генерале Тейлоре. 18 июня 1846 года получил звание капитана.
Во время мексикано-американской войны был помощником генерала Закари Тейлора, участвовал в сражениях при Пало-Альто и при Ресака-да-ла-Пальма, отличился во время сражения при Монтерее, после которого, 23 сентября 1846 года, получил временное звание майора. В сентябре-октябре 1846 года ездил в Вашингтон с донесением, а когда вернулся, принял участие в сражении при Буэна-Виста. За храбрость при Буэна-Виста Итон 23 февраля 1847 года получил временное звание подполковника.
После окончания войны Итон находился на границе, где написал серию пейзажей Нью-Мексико в 1850-х годах. Среди его наиболее важных акварелей — Don Fernandez de Taos и Canoncito Bonito. 31 декабря 1856 года Итон покинул регулярную армию.
В 1857—1861 годах работал в Чикаго, где был надзирателем при строительстве здания таможни и почты.
Когда началась Гражданская война Итон вернулся в армию в качестве казначея. Служил адъютантом и военным секретарем генерал-майора Джона Фримонта (24 августа — 9 ноября 1861). Также был начальником казначейства департамента Канзаса (9 ноября 1861 — 19 января 1863) и позже находился в Вашингтоне, округ Колумбия, где был помощником казначея США. 21 апреля 1864 года получил звание майора штаба, 13 марта 1865 года стал временным подполковником и в тот же день временным полковником и временным бригадным генералом.
По окончании войны Итон был назначен в Форт Ванкувер, где стал главным казначеем департамента Колумбии. 24 января 1881 года подал в отставку.
В 1845 году он женился на Сьюзен Блейни (Susan Blaney, 1825—1893); у них родились дети: Louisa Canby Eaton (1864—1952) и Margaret Newton Eaton Kerr (1867—1958).
Умер 20 января 1896 года в Портленде, штат Орегон. Был похоронен на городском кладбище River View Cemetery рядом с женой.
Итон был автором «Пособия армейского казначея» (Army Paymaster’s Manual), которое издавалось в 1864, 1869 и в 1871 годах.